# Uniwersytet w Sassari
Uniwersytet w Sassari (wł. Università degli Studi di Sassari) – włoska publiczna uczelnia wyższa z siedzibą w Sassari.
Założycielem uczelni był Alessio Fontana, urzędnik na dworze cesarza Karola V, który w 1558 zapisem w testamencie, przekazał swój majątek miastu Sassari, w celu zorganizowania w nim szkoły wyższej. Została ona założona w 1562 roku, początkowo jako kolegium jezuickie, któremu, 9 lutego 1617, król Filip III Habsburg nadał status uniwersytetu królewskiego.  
W 1765 roku uczelnia została rozbudowana, powstały wówczas wydziały Filozofii i Sztuki, Teologii, Prawa oraz Medycyny. W XIX wieku ranga uniwersytetu osłabła na tyle, że w 1847 roku rząd Sardynii zadecydował o jego zamknięciu. Sprzeciw lokalnej społeczności i polityków spowodował, że uczelnia funkcjonowała nadal, choć była oceniana na równi ze szkołami średnimi. Na przełomie wieku XIX i XX zaczęła się rozwijać ponownie, zwłaszcza po roku 1930, kiedy została włączona do sieci akademickiej zjednoczonych Włoch. W 1934 roku zostały powołane wydziały Farmacji oraz Weterynarii, a w 1950 – Rolnictwa. Kolejne wydziały Nauk Politycznych, Języków Obcych oraz Ekonomii powstały w 1970 roku, a Architektury w 2002 roku. Uniwersytet w Sassari jest partnerem Wyższej Szkoły Prawa we Wrocławiu.